# Marićka
Marićka är ett samhälle i Bosnien och Hercegovina.   Det ligger i entiteten Republika Srpska, i den nordvästra delen av landet, 160 km nordväst om huvudstaden Sarajevo. Marićka ligger 152 meter över havet och antalet invånare är 3 707.
Terrängen runt Marićka är platt åt nordost, men åt sydväst är den kuperad.Närmaste större samhälle är Prijedor, 16,7 km nordväst om Marićka. 
Omgivningarna runt Marićka är en mosaik av jordbruksmark och naturlig växtlighet. Runt Marićka är det ganska tätbefolkat, med 67 invånare per kvadratkilometer.